# Zeros calverti
Zeros calverti är en tvåvingeart som först beskrevs av Cresson 1918.  Zeros calverti ingår i släktet Zeros och familjen vattenflugor. Inga underarter finns listade i Catalogue of Life.